# Ghiacciaio Lewis
Il ghiacciaio Lewis (in inglese Lewis Glacier), è il più settentrionale di due ghiacciai situati sul lato orientale dell'altopiano Emimonto, l'altro è il ghiacciaio Ahlmann, che fluiscono verso est fin dentro l'insenatura di Seligman. Il ghiacciaio, il cui punto più alto si trova a 570 m s.l.m., va infatti ad alimentare la piattaforma di ghiaccio Larsen, sulla costa di Bowman, nella Terra di Graham, in Antartide.

## Storia
Il ghiacciaio Lewis fu fotografato per la prima volta nel 1940 durante ricognizioni aeree dello Programma Antartico degli Stati Uniti d'America e fu poi completamente cartografato nel 1947 da parte del Falkland Islands Dependencies Survey che lo battezzò in onore del glaciologo inglese William Vaughan Lewis, docente del dipartimento di geografia all'università di Cambridge.